# 香積寺 (加須市)
香積寺（こうちゃくじ）は、埼玉県加須市にある曹洞宗の寺院。

## 歴史
1592年（文禄元年）、徳川家康の家臣設楽貞清の開基である。1590年（天正18年）、豊臣秀吉により関東地方に転封となった徳川家康は、貞清を設楽氏発祥の地であり所領であった三河国設楽郡から当地に転封させた。貞清は新所領において、現在の同県熊谷市にある文殊寺から紹雲を開山として招聘し、寺を創建した。
当寺の本尊は釈迦如来座像であり、貞清が寄進したものといわれている。

## 文化財
- 木造寄木造釈迦如来坐像（加須市指定有形文化財 昭和31年4月16日指定）[2]
- 設楽家累代の墓（加須市指定史跡 昭和31年4月16日指定）[2]

## 交通アクセス
- 加須駅より徒歩32分。